# Luigi Roni
Luigi Roni (* 22. Februar 1942 in Vergemoli; † 26. März 2020 in Lucca) war ein italienischer Opernsänger (Bass).

## Leben

### Ausbildung und Karriere in Italien
Luigi Roni besuchte das Istituto Musicale „Luigi Boccherini“ in Lucca, wo er Gesang bei Cenni und Adriana Pizzorusso studierte. Weitere Studien erfolgten später bei Sara Sforni Corti in Mailand. 1965 gewann er den Gesangswettbewerb von Spoleto und debütierte dort im selben Jahr im Rahmen des Festival dei Due Mondi als Mephisto in Faust von Charles Gounod.
Anschließend trat er relativ schnell an den führenden italienischen Opernbühnen auf, u. a. am Opernhaus Rom, in Turin, Venedig, Triest, Neapel und Palermo. 1973 gastierte er am Teatro Carlo Felice in Genua als Basilio in Der Barbier von Sevilla. Weiters trat er beim Maggio Musicale Fiorentino, bei den Opernfestspielen in den Caracalla-Thermen und in der Arena di Verona (1973) auf.
Ab der Spielzeit 1968/69 gastierte er bis 1992 regelmäßig an der Mailänder Scala, wo er als Großinquisitor in Don Carlo debütierte. 1987 übernahm er dort in einer Gala-Vorstellung anlässlich der Hundertjahrfeier der Uraufführung der Verdi-Oper Otello die Rolle des Lodovico. 1990 sang er an der Mailänder Scala in einer Neuinszenierung von Pique Dame den Surin. Auch in späteren Jahren trat er immer wieder an der Scala auf, so 1995 als Ashby in La fanciulla del West und als Pistola in Falstaff, 1997 dann als Angelotti in Tosca und wieder als Pistola. 2001 sang er an der Scala nochmals den Pistola. 2010 trat er zuletzt an der Scala auf.
1976 gastierte er, an der Seite von Renata Scotto in der Titelpartie, am Teatro Massimo Bellini in Catania als Orosmane in Zaira, wovon auch ein Live-Mitschnitt auf Schallplatte und CD vorliegt. 1990 trat er dort als MacGregor in Guglielmo Ratcliff von Pietro Mascagni auf. Im September 1990 sang er im Rahmen des Bellini-Festivals in Catania die Rolle des Lusignano in der Oper Zaira, wo er mit „gewohnten Stentortönen“ den Vater der Titelheldin gab. 1997 sang er am Teatro Massimo in Palermo den Pistola; 1998 folgte dort der Geronte in Manon Lescaut.
Im Verlauf seiner Karriere übernahm er auch viele kleinere und mittlere Partien und trat in Charakterrollen auf. 2009 sang er den Timur in Turandot am Teatro del Giglio in Lucca. In den letzten Jahren trat er mehrfach beim Festival Puccini in Torre del Lago auf, zuletzt in den Jahren 2015/16. Im April 2019 trat er, mittlerweile im Alter von 77 Jahren, am Teatro Carlo Felice in Genua als Simone in Gianni Schicchi auf.
2002 gründete er das Festival „Il Serchio delle Muse“ in Valle del Serchio in der malerischen Gebirgslandschaft der Garfagnana.

### Gastspiele
Von 1970 bis 1972 trat er erstmals bei den Salzburger Festspielen auf. 1973 gastierte er mit dem Ensemble der Mailänder Scala am Bolschoi-Theater in Moskau. Im Mai 1973 debütierte er als König in Aida an der Wiener Staatsoper, wo er 1977 auch den Oroveso in Norma sang. Im November 1979 gab er mit dem Ramphis in Aida sein Debüt an der Metropolitan Opera in New York. In der Spielzeit 2011/12 trat er als Dottore Grenvil zuletzt an der Metropolitan Opera auf.
Roni gastierte weiters am Teatro Nacional de São Carlos in Lissabon, an der Covent Garden Opera, an der Grand Opéra Paris, am Opernhaus von Monte Carlo, am Opernhaus Zagreb, am Opernhaus von Marseille (1979) und an der Houston Grand Opera. 1984 und nochmals 1990 trat er beim Festival von Orange als Großinquisitor in Don Carlo auf. Im Sommer 1985 sang er „mit weichem und doch volltönendem Bass“ den Timur in Turandot bei den Freilichtaufführungen im Amphitheater von Nîmes.
Im deutschsprachigen Raum war er an der Bayerischen Staatsoper München, an der Deutschen Oper Berlin und an der Oper Bonn zu Gast, wo er über mehrere Spielzeiten zahlreiche Rollen des klassischen italienischen Opernrepertoires sang. In der Spielzeit 1989/90 war er an der Oper Bonn der „wieder mit wahren Stentortönen aufwartende“ Basilio in Il barbiere di Siviglia.
In der Saison 1990/91 sang er in Paris in einer konzertanten Aufführung von Semiramide. 2000 gastierte er am Opernhaus von Montpellier als Banquo in Macbeth. 2002 sang er am Opernhaus von Toulouse Sparafucile und Angelotti. 2005 trat er nochmals bei den Salzburger Festspielen auf, als Dottore Grenvil in La Traviata an der Seite von Anna Netrebko. 2006 und 2007 gastierte er am Opernhaus von Toulon, im Mai 2007 am Opernhaus von Nizza und im Frühjahr 2008 am Théâtre du Capitole Toulouse als Maurizio in Die vier Grobiane.

### Tod
Luigi Roni verstarb am 26. März 2020 im Alter von 78 Jahren im Ospedale San Luca in Lucca an den Folgen einer SARS-CoV-2-Infektion, aufgrund derer er einige Tage zuvor eingeliefert worden war.

## Stimme und Tondokumente
Luigi Roni gehörte zu den wenigen echten italienischen „Bassi profondi“ innerhalb seiner Generation. Sein Repertoire umfasste insbesondere die klassischen Bass-Rollen der italienischen Opernliteratur (Bellini, Donizetti, Verdi, Puccini). Roni übernahm aber auch Rollen in Opern von Mozart, Mussorgsky, Strawinsky und Prokofieff. Zu seinen Glanzrollen gehörten insbesondere der Großinquisitor in Don Carlo und der Oberpriester Ramphis in Aida.
Ronis Stimme ist in zahlreichen Gesamtaufnahmen und Live-Mitschnitten dokumentiert. In Live-Aufnahmen von La Traviata ist er als Partner von Angela Gheorghiu (Mailänder Scala) und Anna Netrebko (Salzburger Festspiele) zu hören. Aus Orange existiert ein Don Carlo-Mitschnitt mit Montserrat Caballé. Mit Maria Guleghina nahm er Manon Lescaut und I due Foscari aus der Mailänder Scala auf. Zu seinen weiteren Schallplattenaufnahmen gehören Otello mit Placido Domingo, Zaira mit Renata Scotto, Aida mit Montserrat Caballé und Domingo (EMI 1974, Dirigent: Riccardo Muti), Der Barbier von Sevilla mit Hermann Prey und Don Giovanni (Philips 1973 als Komtur, Dirigent: Sir Colin Davis).